# Calling All Stations
Calling All Stations är rockgruppen Genesis femtonde studioalbum, utgivet i september 1997. Det var det första, och hittills enda, studioalbumet gruppen spelade in efter att Phil Collins lämnade gruppen 1996. 
De två kvarvarande medlemmarna, Mike Rutherford och Tony Banks, försökte med albumet komma tillbaka till gruppens rötter inom den progressiva rocken. Sångaren Ray Wilson, tidigare i Stiltskin, värvades till bandet. På trummor ersattes Collins med Nir Zidkyahu och Nick D'Virgilio, som fick dela på ansvaret.
Albumet sålde bra i Europa och låg tvåa på albumlistan i Storbritannien. I USA blev det dock något av en flopp. Låten "Congo" blev en mindre hit och släpptes tillsammans med "Shipwrecked" och "Not About Us" som singel.

## Låtlista
Samtliga låtar skrivna av Tony Banks och Mike Rutherford, om inte annat anges.
1. "Calling All Stations" - 5:43
2. "Congo" - 4:52
3. "Shipwrecked" - 4:23
4. "Alien Afternoon" - 7:53
5. "Not About Us" (Tony Banks/Mike Rutherford/Ray Wilson) - 4:39
6. "If That's What You Need" - 5:12
7. "The Dividing Line" - 7:44
8. "Uncertain Weather" - 5:29
9. "Small Talk" (Tony Banks/Mike Rutherford/Ray Wilson) - 5:02
10. "There Must Be Some Other Way" (Tony Banks/Mike Rutherford/Ray Wilson) - 7:55
11. "One Man's Fool" - 11:17